# Bullet Train: Sát thủ đối đầu
Bullet Train: Sát thủ đối đầu (tiếng Anh: Bullet Train) là một bộ phim điện ảnh thuộc thể loại hài hành động - tội phạm của Mỹ công chiếu năm 2022 do David Leitch làm đạo diễn và sản xuất, với phần kịch bản do Zak Olkewicz chắp bút dựa trên tiểu thuyết Maria Beetle (xuất bản sang tiếng Anh dưới tựa đề Bullet Train) của Isaka Kōtarō. Với sự tham gia của các diễn viên gồm Brad Pitt, Joey King, Aaron Taylor-Johnson, Brian Tyree Henry, Andrew Koji, Hiroyuki Sanada, Michael Shannon, Bad Bunny và Sandra Bullock, phim xoay quanh một sát thủ lành nghề phải chiến đấu với những tên sát thủ đồng loại khác khi đang ở trên chuyến tàu shinkansen ở Nhật Bản. Bộ phim được ghi hình tại Los Angeles từ tháng 11 năm 2020 đến tháng 3 năm 2021.
Bộ phim có buổi công chiếu tại Paris vào ngày 18 tháng 7 năm 2022, và được Sony Pictures phát hành tại Mỹ vào ngày 5 tháng 8 năm 2022 và tại Việt Nam vào ngày 12 tháng 8 năm 2022. Sau khi ra mắt, dù nhận về những lời nhận xét trái chiều từ giới chuyên môn, bộ phim là một thành công lớn về mặt doanh thu khi thu về 239,3 triệu USD từ kinh phí sản xuất lên đến 90 triệu USD.

## Nội dung
Ladybug là một sát thủ lành nghề vừa trở lại sau khoảng thời gian nghỉ hưu. Anh nhận nhiệm vụ từ sát thủ Maria Beetle là thu hồi chiếc vali trên chuyến tàu cao tốc ở Nhật Bản. Những tưởng đây sẽ là phi vụ dễ ăn thì một loạt biến cố ập đến. Ladybug phải đối mặt với vô số thế lực khác nhau trên chiếc tàu hỏa cùng nhắm vào chiếc vali kia. Đối thủ của anh lần lượt là Lemon, Kimura, Hornet, Prince và Tangerine. Mỗi người đều có những âm mưu và cách thức hoạt động riêng dẫn đến một cục diện vô cùng rối ren.

## Diễn viên
- Brad Pitt trong vai "Ladybug"
- Joey King trong vai "The Prince"
- Aaron Taylor-Johnson trong vai "Tangerine" 
  - Miles Marz trong vai Tangerine lúc nhỏ
- Brian Tyree Henry trong vai "Lemon"
  - Joshua Johnson-Payne trong vai Lemon lúc nhỏ
- Andrew Koji trong vai Yuichi Kimura / "The Father"
- Parker Lin trong vai Kimura lúc nhỏ
- Hiroyuki Sanada trong vai "The Elder"
  - Yoshi Sudarso[5] trong vai Elder lúc nhỏ
- Michael Shannon trong vai "White Death"
- Bad Bunny trong vai "The Wolf"
  - Ian Martinez trong vai Wolf lúc nhỏ
- Sandra Bullock trong vai Maria Beetle
- Zazie Beetz trong vai "The Hornet"
- Logan Lerman trong vai "The Son"
- Masi Oka trong vai người dẫn tàu
- Karen Fukuhara trong vai Kayda Izumi
- Pasha D. Lychnikoff trong vai Alexei Ilyin

### Diễn viên khách mời
- Channing Tatum trong vai hành khách
- Ryan Reynolds trong vai Carver
- David Leitch trong vai Jeff Zufelt

## Sản xuất
Bullet Train: Sát thủ đối đầu ban đầu được phát triển bởi Antoine Fuqua - người đồng sản xuất bộ phim - thông qua hãng phim của ông, Fuqua Films. Lúc đầu bộ phim được dự định là một bộ phim hành động - giật gân nghiêm túc giống như bộ phim Die Hard (1988), nhưng trong quá trình phát triển, dự án này sau đó đã đổi sang thành thể loại hài hành động có pha chút tình cảm.
Tháng 6 năm 2020, nguồn tin xác nhận rằng Sony Pictures đã thuê David Leitch làm đạo diễn cho bản chuyển thể tiểu thuyết của Isaka Kōtarō từ kịch bản của Zak Olkewicz, với Brad Pitt sẽ tham gia bộ phim vào tháng 7. Joey King sau đó đã tham gia đàm phán cho một vai phụ, trong khi đó, vào tháng 9 năm 2020, Andrew Koji được bổ sung vào dàn diễn viên, với Aaron Taylor-Johnson và Brian Tyree Henry tham gia vào tháng 10 cùng năm. Tháng 11 năm 2020, Zazie Beetz, Masi Oka, Michael Shannon, Logan Lerman và Hiroyuki Sanada gia nhập dàn diễn viên, với Leitch tiết lộ vào tháng 12 rằng Karen Fukuhara cũng đã tham gia đóng phim và Jonathan Sela sẽ là nhà quay phim cho bộ phim. Cùng tháng đó, Bad Bunny cũng được bổ sung vào dàn diễn viên, và Sandra Bullock tham gia đóng phim vào tháng 2 năm 2021 để thay thế Lady Gaga, người đã bỏ diễn vì đang  đóng vai trong phim Gia tộc Gucci (2021), từ đó đã gây nên một xung đột lịch trình lớn.
Quá trình sản xuất Bullet Train: Sát thủ đối đầu bắt đầu vào tháng 10 năm 2020 tại Los Angeles, khi đại dịch COVID-19 còn đang diễn ra rất nghiêm trọng. Bộ phim bắt đầu bấm máy khởi quay vào ngày 16 tháng 11 năm 2020 và đóng máy vào ngày 29 tháng 3 năm 2021. Các nhà sản xuất đã dựng ba toa tàu đầy đủ và các màn hình LED với các cảnh quay về vùng nông thôn ở Nhật Bản được treo bên ngoài cửa sổ của đoàn tàu để giúp các diễn viên được tận hưởng sự sống động của bối cảnh tại đây. Theo điều phối viên đóng thế của bộ phim, Greg Rementer, Pitt đã tự mình thực hiện 95% các pha hành động nguy hiểm trong phim. Tờ Variety đưa tin rằng Pitt đã được trả 20 triệu USD sau khi hoàn thành vai diễn của mình.